# 문준하
문준하(1971년 ~ )는 KBS 드라마본부의 선임 프로듀서이다.

## 경력
- KBS 드라마본부 PD
- KBS TV제작본부 드라마운영팀장
- KBS 드라마본부 편성기획팀장 (과장급)
- KBS 드라마본부 센터장 (본부장급)
- 몬스터유니온 대표이사

## 작품 활동
| 제작년도  | 방송  | 제목               | 역할         | 비고                    |
| --------- | ----- | ------------------ | ------------ | ----------------------- |
| 2017      | KBS2  | 쌈 마이웨이        | 책임프로듀서 | 황의경 팀장과 공동 기획 |
| 2017      | KBS 2 | 란제리 소녀시대    | 책임프로듀서 |                         |
| 2017      | KBS2  | 저글러스           | 책임프로듀서 |                         |
| 2018      | KBS2  | 파도야 파도야      | 책임프로듀서 |                         |
| 2018      | KBS2  | 차달래 부인의 사랑 | 책임프로듀서 |                         |
| 2019-2022 | KBS2  | KBS 드라마 스페셜  | 책임프로듀서 |                         |
| 2019      | KBS2  | 우아한 모녀        | 책임프로듀서 |                         |
| 2020      | KBS2  | 그놈이 그놈이다    | 책임프로듀서 |                         |
| 2020      | KBS2  | 위험한 약속        | 책임프로듀서 |                         |
| 2021      | KBS2  | 비밀의 남자        | 책임프로듀서 |                         |